# Velká mešita (Si-an)

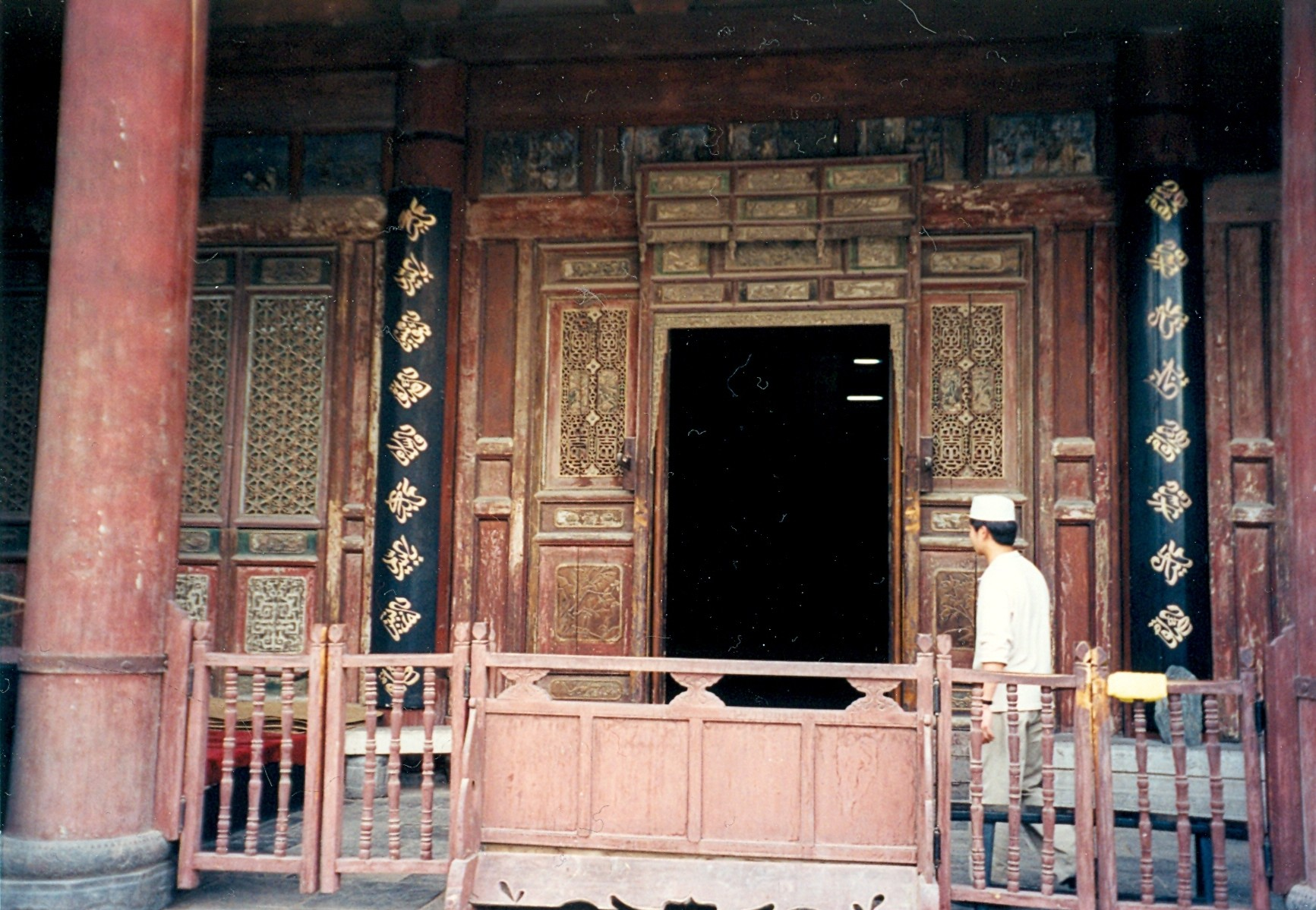
Vchod do mešity

Velká mešita v Si-anu (čínsky: český přepis Si-an čching-čen ta-s’, pchin-jin Xī 'ān qīng zhēn dàsì, znaky 西安清真大寺) je nejstarší mešita ve vnitřní Číně, postavená roku 742 v Si-anu (tehdy Čchang-anu, hlavním městě Číny) příchozími Araby za vlády císaře Süan-cunga.
Byla opakovaně opravována a přestavována. Současná podoba pochází ze 14. století. Unikátní je její architektura vycházející z čínských stavebních tradic.